# 768 Struveana
768 Struveana è un asteroide della fascia principale. Scoperto nel 1913, presenta un'orbita caratterizzata da un semiasse maggiore pari a 3,1443941 UA e da un'eccentricità di 0,2066966, inclinata di 16,23253° rispetto all'eclittica.
Il suo nome è in onore di Friedrich Georg Wilhelm von Struve, del figlio Otto Wilhelm von Struve e di Hermann Struve, astronomi di origine tedesca.

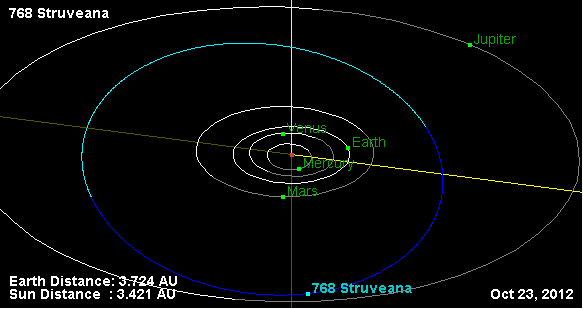
Orbita di 768 Struveana.